# Мисс Америка 1924
Мисс Америка 1924 (англ. Miss America 1924) — 4-й национальный конкурс красоты, проводимый в Million Dollar Pier, Атлантик-Сити, Нью-Джерси Победительнице стала Рут Малкомсон.

## Результаты

### Места
| Итоговый результат    | Участницы                                               |
| --------------------- | ------------------------------------------------------- |
| Мисс Америка 1924     | - Филадельфия — Рут Малкомсон                           |
| 1-я Вице Мисс         | - Огайо Мисс Америка 1922 и 1923 — Мэри Кэтрин Кэмпбелл |
| 2-я Вице Мисс         | - Санта-Круз — Фэй Ланфьер                              |
| 3-я Вице Мисс         | - Лос-Анджелес — Лилиан Найт                            |
| 4-я Вице Мисс (ничья) | - Нью-Йорк — Беатрис Робертс                            |
| 4-я Вице Мисс (ничья) | - Чикаго — Маргарет Ли                                  |

## Десять правил красоты Малкомсон
В вышедшей после конкурса статье Малкомсон поделилась своими десятью правилами красоты. Вкратце они выглядят так:

1. Вставай рано.
2. Завтракай сытно.
3. Занимайся физкультурой.
4. Никакого алкоголя.
5. Курение вредно.
6. Ходи на свежий воздух.
7. Обедай легко.
8. Ужинай как следует.
9. Ложись рано.
10. Спи.

## Примечание
1. ↑  "Miss Philadelphia" Designated "Miss America" for 1924. The Free Lance. 9 сентября 1924. p. 2.
2. ↑  International News Service (17 сентября 1924). Beauty Queen Will Not Let It Affect Her Head. Indiana Evening Gazette. p. 1.
3. ↑  Miss America History 1924. Дата обращения: 13 апреля 2012. Архивировано из оригинала 19 апреля 2012 года.
4. ↑  N.E.A. Service (15 сентября 1924). "How I Became Miss America" - Ruth Malcomson Gives Ten Rules For Beauty. The Rock Hill Herald. p. 7.

## Ссылка
- Официальный сайт «Мисс Америка»